# Liste de journaux en Belgique
Pour un article plus général, voir Médias en Belgique.
Cet article présente la liste non exhaustive des journaux en Belgique. Journal correspond à un titre de la presse écrite.

## Quotidiens

### Quotidiens nationaux en français
| Titre                        | Propriétaire  | Tirage |
| ---------------------------- | ------------- | ------ |
| La Libre Belgique            | Groupe IPM    | 39 044 |
| La Dernière Heure/Les Sports | Groupe IPM    | 55 832 |
| L’Avenir                     | Groupe IPM    | 90 537 |
| Le Soir                      | Groupe Rossel | 74 016 |
| L’Écho                       | Mediafin      | 13 798 |

#### Quotidiens régionaux en français
| Titre | Propriétaire | Zone de diffusion                                          |
| --- | ------------ | ---------------------------------------------------------- |
| La Meuse | Sudinfo      | Liège Basse Meuse Namur Verviers Huy et Waremme Luxembourg |
| La Nouvelle Gazette | Sudinfo      | Charleroi Centre Sambre et Meuse                           |
| La Province | Sudinfo      | Mons                                                       |
| Nord Éclair | Sudinfo      | Tournai Mouscron                                           |
| La Capitale | Sudinfo      | Bruxelles Brabant wallon                                   |
| L'Avenir - L'Avenir Luxembourg - L'Avenir Namur - L'Avenir Wallonie Picarde (anciennement Le Courrier de l'Escaut) - L'Avenir Verviers (anciennement Le Jour) - L'avenir Brabant Wallon - L'avenir Huy-Waremme - L'Avenir Sambre et Meuse - L'Avenir Basse Sambre - L'Avenir Liège - L'Avenir Charleroi - L'Avenir Mons-Centre - L'Avenir Bruxelles | Groupe IPM   |                                                            |

### Quotidien en allemand
| Titre      | Propriétaire  | Zone de diffusion       | Tirage |
| ---------- | ------------- | ----------------------- | ------ |
| Grenz Echo | Groupe Rossel | Communauté germanophone | 11 767 |

### Quotidiens nationaux en néerlandais
| Titre              | Tirage  |
| ------------------ | ------- |
| De Standaard       | 94 878  |
| De Morgen          | 53 297  |
| De Tijd            | 30 995  |
| Het Laatste Nieuws | 287 759 |
| Het Nieuwsblad     | 265 063 |
| Metro              | 127 555 |

### Quotidiens régionaux en Néerlandais
| Titre                  | Tirage | Zone de diffusion                   |
| ---------------------- | ------ | ----------------------------------- |
| Gazet van Antwerpen    | 95 262 | Anvers Campine Malines-Pays de Waes |
| Het Belang van Limburg | 96 989 | Limbourg                            |
| De Gentenaar (nl)      | 15 000 | Gand                                |

## Hebdomadaires

### Hebdomadaires en français
| Titre                | Tirage  | Genre                  |
| -------------------- | ------- | ---------------------- |
| Le Vif/L’Express     | 66 630  | Généraliste            |
| Pan                  | 3 000   | Satirique              |
| Le Soir Magazine     | 57 380  | Généraliste            |
| Moustique            | 117 214 | Généraliste            |
| Trends-Tendances     | 42 008  | Économique             |
| Ciné Télé Revue      | 284 454 | Télé                   |
| Flair                |         | Féminin                |
| Paris Match Belgique | 47 366  | Généraliste            |
| Dimanche             |         | Généraliste, religieux |
| Le Sillon Belge      |         | Agriculture            |
| 7 Dimanche           | 225 000 | Généraliste            |

### Hebdomadaires en néerlandais
- Humo (depuis 1936) - 196 959 exemplaires
- Knack (depuis 1971) - 107 303 exemplaires
- Trends (depuis 1975) - voir chiffres Trends-Tendances
- Krant van West-Vlaanderen (nl) (depuis 1954) - 70 000 exemplaires pour les cinq éditions (Roulers-Iseghem-Tielt, Courtrai, Menin, Waregem, Bruges-Torhout, Westhoek et Côte)
- Bruzz (depuis 1970) - 55 000 exemplaires

## Mensuels

### Mensuels en français
| Titre              | Tirage | Genre                 |
| ------------------ | ------ | --------------------- |
| L’Appel            | 10 000 | Actualités, religieux |
| Espace de libertés |        | Opinion               |
| Kairos             |        | Opinion               |
| GAEL               |        | Féminin               |
| Alter Échos        |        | Opinion               |

## Bimestriels

### Bimestriel en français
| Titre                   | Tirage | Genre   |                    |
| ----------------------- | ------ | ------- | ------------------ |
| Imagine demain le monde |        | Opinion | Écologie politique |
| Axelle                  |        |         |                    |

## Trimestriels

### Trimestriels en Français
| Titre                   | Tirage | Genre                        |
| ----------------------- | ------ | ---------------------------- |
| Wilfried Magazine       |        | Politique. Social.           |
| Médor                   |        | Journalisme d’investigations |
| En Question             |        | Opinion                      |
| Tchak!                  |        | Agriculture                  |
| Bruxelles en mouvements |        | Environnement                |

## Périodiques dans d'autres langues
- Deutsche Brüsseler Zeitung (1847-1848)[2]
- The Bulletin (1962-)
- El Sol de Bélgica
- Qui Italia (ex-Il Sole d'Italia) (1947-200?)
- The Chinese Explorer

## Presse étrangère
Les grands journaux et revues des pays frontaliers sont disponibles chez la plupart des marchands de journaux. Néanmoins leur prix est souvent supérieur.

## Titres disparus

### Quotidiens
- Les Archives Belges
- Le Bien public (1853-1940)
- La Chronique
- La Cité
- Le Courrier de Bruxelles (1861-1914)
- Courrier des Pays-Bas
- Le Drapeau rouge
- L'Étoile belge
- Le Gaulois
- La Gazette de Liège
- La Gazette
- La Gazette de Charleroi (1878-1944)
- La Gazette de Huy
- L'Indépendance belge (1831-1940)
- Le Journal de Bruxelles (1841-1926)
- Journal de Charleroi  (1848-1950)
- Le Journal de Liège
- Le Journal de Mons
- Libertés (successeur du Drapeau rouge en 1991)
- Le Matin (successeur de La Wallonie - Le Peuple)
- Le Matin d'Anvers
- Le Messager de Bruxelles (1914-1918)
- Le Messager de Gand (1832-1856)
- La Métropole
- La Nation belge (1918-1950)
- Le National
- Le Patriote
- Le Pays réel (1936-1944)
- Le Pays Wallon
- Le Petit Belge
- Le Petit Bleu
- Le Peuple (1885-1998)
- L'Universel
- Le Vingtième Siècle (1895-1940)
- La Wallonie (1921-1950)
- Le National Liégeois
- Europolitique
- Metro (2000-2023)

### Hebdomadaire
- Caprice Revue (1887-1889), hebdomadaire artistique[3]
- Courrier véritable des Pays-Bas (1649-1791), auquel succédera le Journal de Bruxelles
- Le Cri de Liège (1912-1914), tribune d'art, libre et indépendant[4]
- Le Frondeur (1880-1888), journal hebdomadaire satirique, politique et littéraire[5]
- Le Journal du mardi (1999 - 2008)
- Pan (1945-2010), devenu Ubu-Pan en 2010
- Père Ubu (1990-2010), devenu Ubu-Pan en 2010
- Pour (1973 - 1982)
- Pourquoi Pas ? (1910-1989)
- Réveil wallon (1907, disparu après quelques mois)
- Le Progrès (Ypres) est un ancien journal régional belge (1841-1914), de la région d'Ypres.

- - La Wallonie nouvelle (Charleroi 1933)
  - La Voix Ouvrière et Paysanne (socialiste, 1921)
  - L'Éclaireur socialiste (Morlawez, 1897)

### Mensuels
- Alternative libertaire (1975 - 2003)
- 24h01 (2013 - 2018)